# Mira mucora
Mira mucora is een vliesvleugelig insect uit de familie Encyrtidae. De wetenschappelijke naam is voor het eerst geldig gepubliceerd in 1803 door Schellenberg.